# Jork
Jork è un comune di 12 085 abitanti, della Bassa Sassonia, in Germania.
Appartiene al circondario (Landkreis) di Stade (targa STD).